# Линд, Дон Лесли
Дон Ле́сли Линд (англ. Don Leslie Lind; 18 мая 1930, Мидвейл, Юта — 30 августа 2022) — астронавт НАСА. Совершил один космический полёт в качестве специалиста полёта на шаттле: STS-51B (1985, «Челленджер»), подполковник, физик.

## Рождение и образование

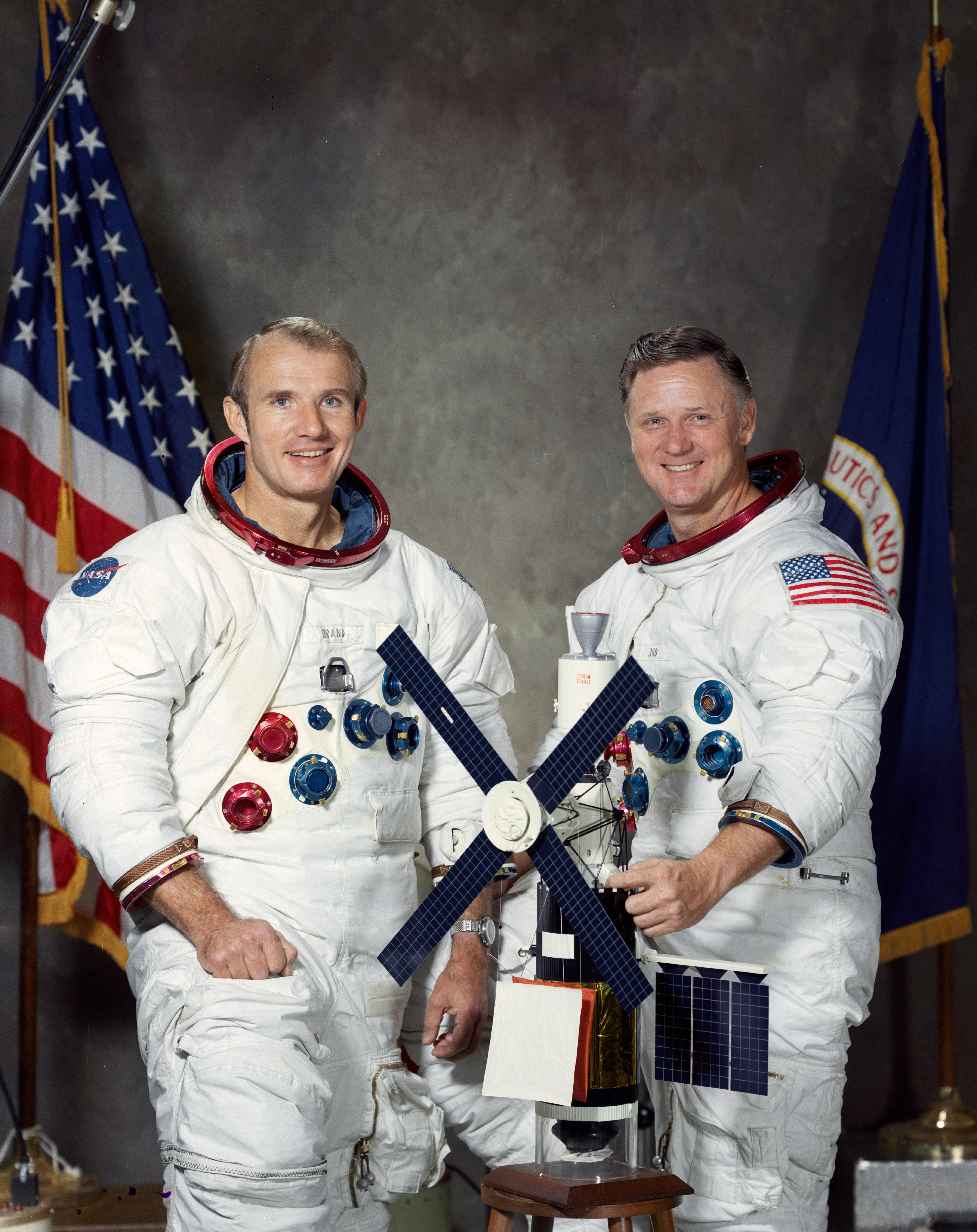
Скайлэб-спасатель: Бранд и Линд.

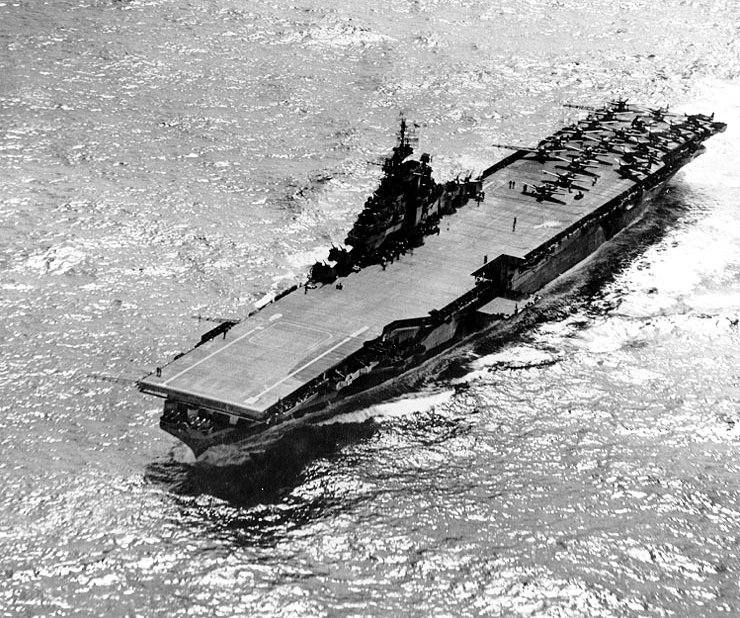
Авианосец «Хичкок (CV-19)».

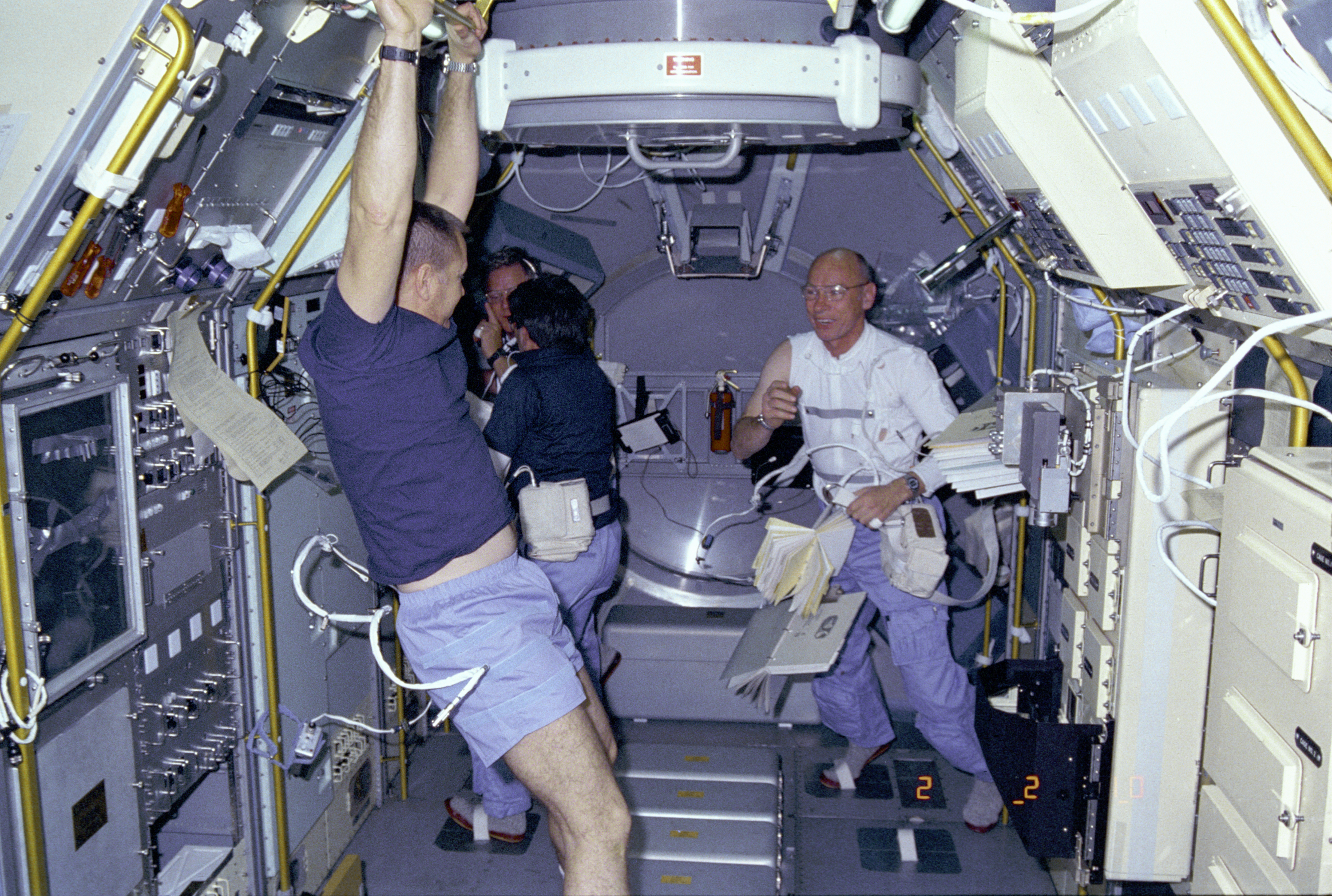
STS-51B: Линд (в левом дальнем углу).

Родился 18 мая 1930 года в городе Мидвейл, штат Юта, там же окончил начальную школу. Среднюю школу окончил в городе Сэнди в Юте. В 1953 году окончил Университет Юты и получил степень бакалавра наук по физике.
В 1964 году в Калифорнийском университете в Беркли защитил диссертацию и получил степень доктора наук в области ядерной физики больших энергий.

## До полётов
В 1957—1964 годах работал в Национальной лаборатории имени Лоуренса в Беркли, Калифорния. Занимался вопросами рассеивания пионов — частиц высокой энергии. В 1964—1966 годах работал специалистом в области космической физики в Центре космических полётов имени Годдарда. Изучал природу и свойства низкоэнергетических частиц в магнитосфере Земли и космическом пространстве.
В 1975—1976 годах занимался научными исследованиями по тематике своей диссертации в Геофизическом институте при Университете Аляски. В 1954 году поступил на Курсы подготовки кандидатов в офицеры ВМС в Ньюпорте, по окончании которых ему было присвоено звание NC запаса ВМС. В 1954—1957 годах находился на действительной службе в ВМС, сначала служил на базе ВМС в Сан-Диего, а затем на борту авианосца «Хичкок (CV-19)». В 1955 году начал проходить лётную подготовку и получил квалификацию военно-морского лётчика. В 1957 году перешёл с действительной службы в резерв ВМС.
В 1969 году ушёл в отставку из резерва ВМС. Общий налёт составляет 4 500 часов, из них около 4 000 часов на реактивных самолётах. Воинские звания: подполковник ВМС (в отставке). В конце 70-х годов работал в группе планирования полётов Отдела астронавтов. Отвечал за разработку и подбор полезных нагрузок для первых испытательных полётов шаттлов.

## Космическая подготовка
В апреле 1966 года был зачислен в отряд астронавтов НАСА во время пятого набора. После прохождения подготовки получил назначение в Отдел астронавтов НАСА. В январе 1972 года был включён в состав дублирующего экипажа второй и третьей экспедиций на орбитальную станцию Скайлэб (программы SL-3 и SL-4) в качестве пилота-учёного. В 1973 году некоторое время проходил подготовку в составе несостоявшейся спасательной миссии Скайлэб-спасатель к станции Скайлэб. После начала работ по программе Спейс шаттл прошёл подготовку в качестве специалиста полёта. В феврале 1983 года был назначен специалистом полёта в экипаж шаттла для участия в работах с лабораторией Спейслэб (миссия Спейслэб-3).

## Космический полёт
- Первый полёт — STS-51B[5], Челленджер». С 29 апреля по 6 мая 1985 года в качестве специалиста полёта. Продолжительность полёта составила 7 суток 00 часов 8 минут 46 секунд[6].

Общая продолжительность полётов в космос — 7 суток 00 часов 8 минут 46 секунд.

## После полётов
Ушёл из НАСА в апреле 1986 года.

## Награды и премии
Награды: медаль «За космический полёт» (1985), медаль НАСА «За исключительные заслуги» и многие другие.

## Личная жизнь
Жена — Кэтлин Моган, у них семеро детей: Кэрол Энн (род. 24.01.1956), Дэвид М. (род. 29.11.1956), Дафна (род. 01.09.1958), Дуглас М. (род. 26.10.1960), Кимберли (30.04.1963), Лайза Кристин (род. 26.03.1970), Дэниел Лесли (род. 23.05.1976). Увлечения: театральная критика, театральная самодеятельность, живопись, плавание и горные лыжи.
Мормон, миссионер Церкви Иисуса Христа Святых последних дней.